# CC 20002
La CC 20002 est un prototype de locomotive électrique de la SNCF.
Cet engin est, avec la CC 6051 et la BBB 6053, l'une des trois locomotives prototypes commandées par la SNCF pour tester les technologies adaptées à l'alimentation en courant alternatif monophasé 20 kV - 50 Hz (porté par la suite à 25 kV - 50 Hz).  Numérotée CC 6052 à l'origine, elle prend son nom définitif peu de temps après sa mise en service.

## Description

### Esthétique
La locomotive ressemble aux prototypes CC 7001 et 7002, construits eux aussi par Alsthom, dont elle est dérivée. Comme pour ces deux locomotives, son design est dû à Paul Arzens. Esthétiquement, elle s'en distingue par la présence de grilles de ventilation apposées sur les faces latérales en remplacement du lanterneau de toiture, supprimé pour des raisons de gabarit.
La caisse est de couleur « bleu monophasé », teinte plus tard remplacée par le « vert celtique », ceinturée par un bandeau en alliage d'aluminium ; les bogies sont « gris ardoise ».

### Équipement électrique et mécanique
La particularité de cette locomotive réside dans ses six moteurs de traction (un par essieu), directement alimentés en courant alternatif 50 Hz par le transformateur principal d'une puissance de 3 220 kVA, sous une tension variant de 260  à   944 V. Un moteur compound entraînant une génératrice principale assure l'alimentation en 1,5 kV continu. L'équipement électrique permet le chauffage des rames de voyageurs.
Son équipement mécanique, et notamment ses bogies, sont par contre identiques à ceux des CC 7001 et 7002, avec un entraînement unilatéral des essieux.
Conçue pour circuler en priorité sous courant alternatif monophasé, sa faible puissance sous régime continu (310 kW) paraît toutefois suffisante pour permettre la traction de trains à vitesse réduite. De même, les pantographes de type monophasé permettent, dans les conditions normales d'exploitation de la machine, le captage du courant sous régime continu.

## Service
Mise en service le 13 septembre 1952 sous le nom de CC 6052, elle est affectée au dépôt de Chambéry puis à celui d’Annemasse le 3 octobre 1954 ; elle a été entretemps renumérotée CC 20002. Elle remorque des trains de fret ou de voyageurs comme ceux qui desservent les stations de sports d'hiver savoyardes mais son comportement est décevant et elle n'a plus d'activité en mai 1968, date à laquelle elle est mise en attente d'amortissement ; sa radiation intervient le 12 novembre 1969. La CC 20001, servant de base à la série des CC 25000, se montre bien plus performante.
En 1971, son équipement de traction est démonté. Sa caisse abrite de nouveaux hacheurs (ces hacheurs équiperont les BB 7200 et BB 22200), en cours d'expérimentation, qui alimentent les moteurs de la BB 9252 avec laquelle elle est accouplée en permanence. Ses persiennes sont modifiées et elle reçoit, dans l'une de ses cabines, un nouveau pupitre de conduite analogue à celui des BB 9200. L'ensemble circule en 1971 et 1972 sur la ligne de Brétigny-sur-Orge à Dourdan. Présentée lors d'une exposition en juin 1972, la CC 20002 est démolie par la suite.

## Modélisme
La CC 20002 a été reproduite par ApocopA, sous forme de transkit (caisse en résine) à monter sur un châssis de son choix.